# كورتيس براون (لاعب هوكي جليد)
كورتيس براون هو لاعب هوكي جليد كندي، ولد في 12 فبراير 1976 في يونيتي ‏ في كندا.

## وصلات خارجية
- كورتيس براون على موقع دوري الهوكي الوطني (الإنجليزية)
- كورتيس براون على موقع EliteProspects.com (الإنجليزية)
- كورتيس براون على موقع Eurohockey.com (الإنجليزية)
- كورتيس براون على موقع HockeyDB.com (الإنجليزية)
- كورتيس براون على موقع Hockey-Reference.com (الإنجليزية)